# Юйцзюлюй Аньлучень
Юйцзюлюй Аньлучень (кит.: 郁久閭菴羅辰; д/н — після 554) — останній східний жужанський каган у 553—554 роках.

## Життєпис
Син кагана Анагуя. 541 року одружився з донькою Ґао Чена, регента і фактичного правителя Східної Вей. Брав участь у війні проти тюрок, після поразки й самогубства батька 552 року втік до свого швагера Ґао Яна, імператора Північної Ці.
553 року після поразки кагана Канті від тюрок за підтримки Ґао Яна стає новим каганом східних жужанів. Втім резиденцію повинен був обрати неподалік від північноціських кордонів — в Маї. Поступово стосунки з ціськими чиновниками погіршувалися через їхнє ставлення до жужанів, як до рабів.
У вересні 554 року на чолі 50 тис. вояків повстав проти Північної Ці. Але зазнав тяжкої поразки від імператорської армії. Проте вів далі боротьбу, вдершись до провінції Сі (північ сучасної Шаньсі). Водночас зазнав поразки від тюрок. Зрештою втратив 30 тис. полоненими, переважно жінок і дітей. Але спробував прорватися до Інчжоу, проте марно. Втік у степ. Подальша доля невідома.